# 6601 Schmeer
6601 Schmeer este o planetă minoră (asteroid), cu un diametru de 6,946 km, din centura de asteroizi. A fost descoperită pe 7 decembrie 1988 la Kushiro de Seiji Ueda⁠(d). 
Obiectul prezintă o orbită caracterizată de o semiaxă mare de 2,3711535 UAi, o excentricitate de 0,24, o înclinație de 2,26161 ° în raport cu ecliptica.